# Andreas Brugger
Pour les articles homonymes, voir Brugger.

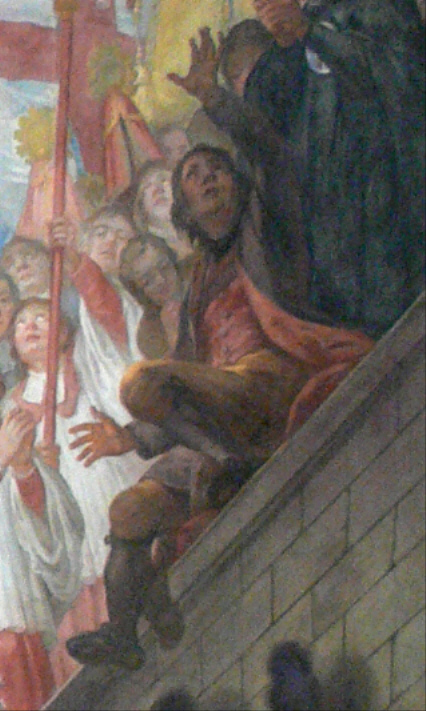
Plafond de l'église paroissiale de Wurzach.

Andreas Brugger, né le 16 novembre 1737 à Kressbronn am Bodensee et mort le 8 février 1812 à Langenargen, est un peintre allemand rococo et néo-classique.

## Biographie
Andreas Brugger naît le 16 novembre 1737 à Kressbronn am Bodensee, avec son frère jumeau Xaver, enfant du couple marié Josef et Theresia Brugger. Il est baptisé dans la paroisse de Gattnau.
Il commence un apprentissage de six ans en 1749, probablement avec Joseph Esperlin (de) à Scheer. Le comte Ernst von Montfort se rend compte du talent artistique d'Andreas Brugger et l'envoie à Vienne en août 1755 pour suivre une formation dans l'atelier de Franz Anton Maulbertsch (1724-1796), originaire de Langenargen.
Parmi les œuvres d'Andreas Brugger figure la peinture du plafond de l'église paroissiale de Wurzach.
Andreas Brugger meurt le 8 février 1812 à l'âge de 75 ans à Langenargen dans sa propre maison, qui est cédée à son neveu Alois Brugger.